# Holocaust in België

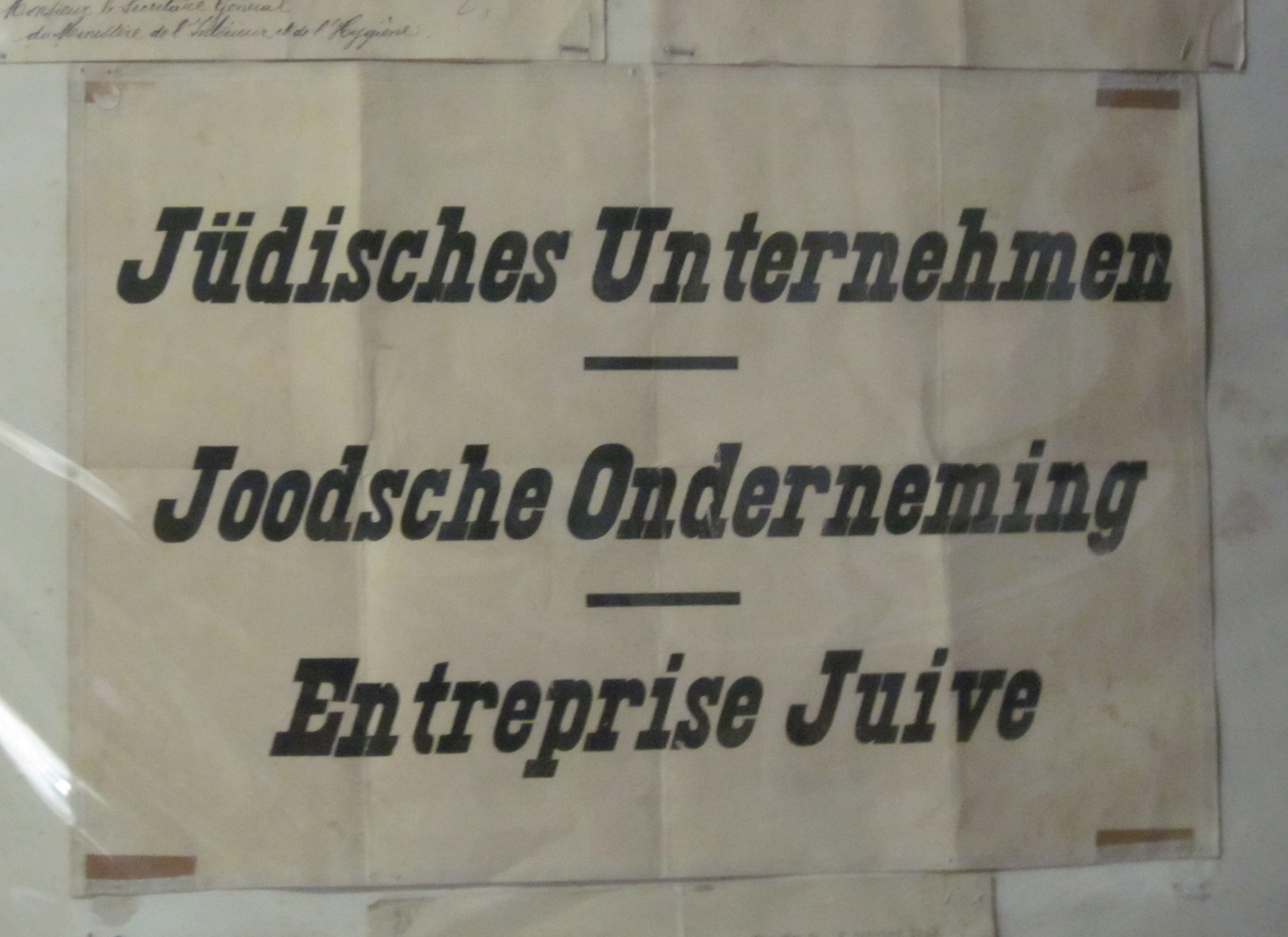
Op last van de Duitse bezetters moesten Joodse ondernemingen een dergelijk plakkaat aanbrengen. Nationaal Museum van de Weerstand, Anderlecht

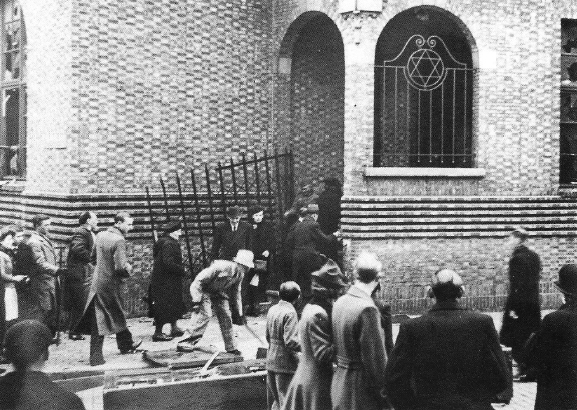
Synagoge aangevallen tijdens de Antwerpse Pogrom, 14 april 1941

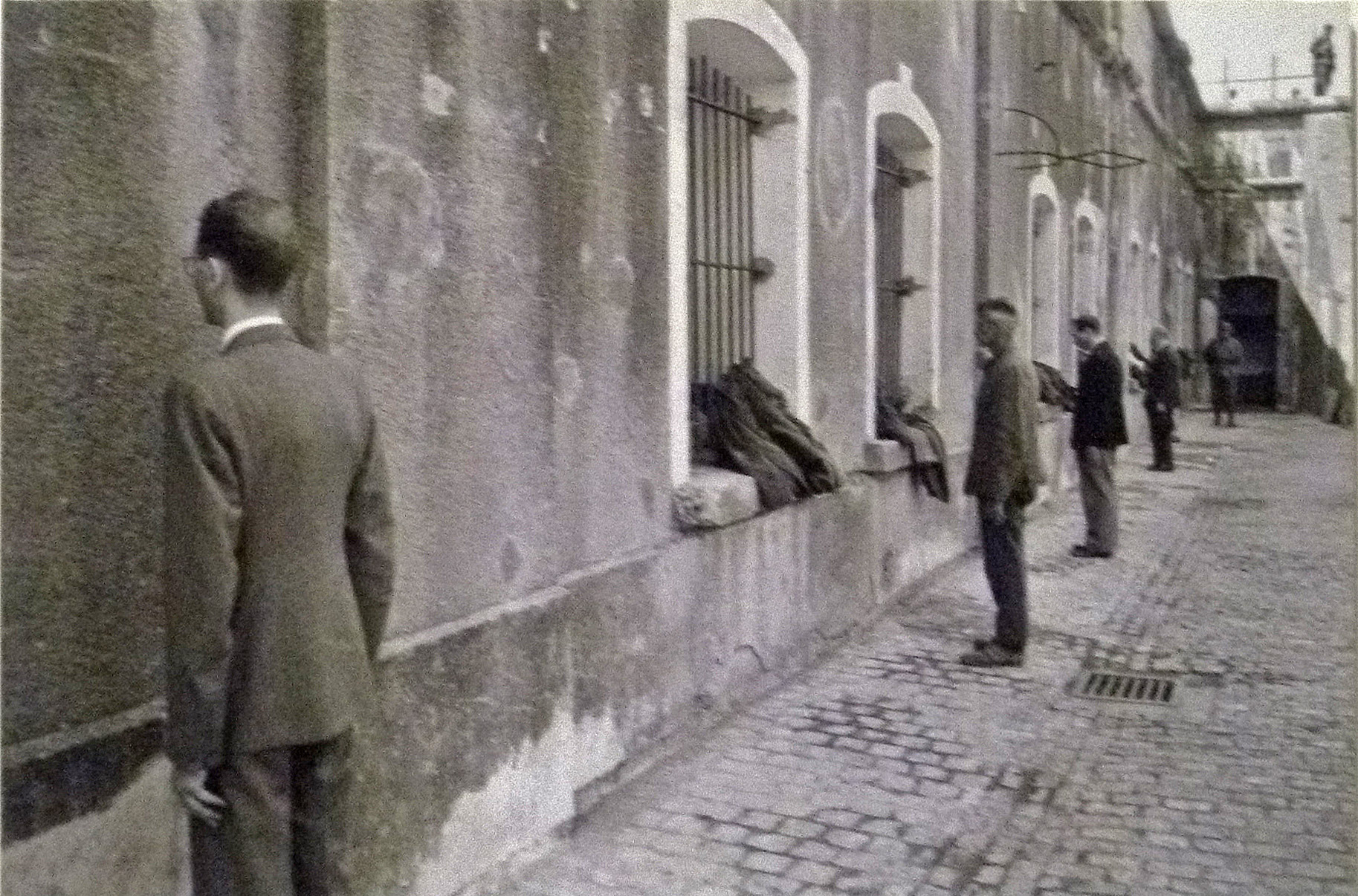
Pas aangekomen gevangenen in het Fort van Breendonk

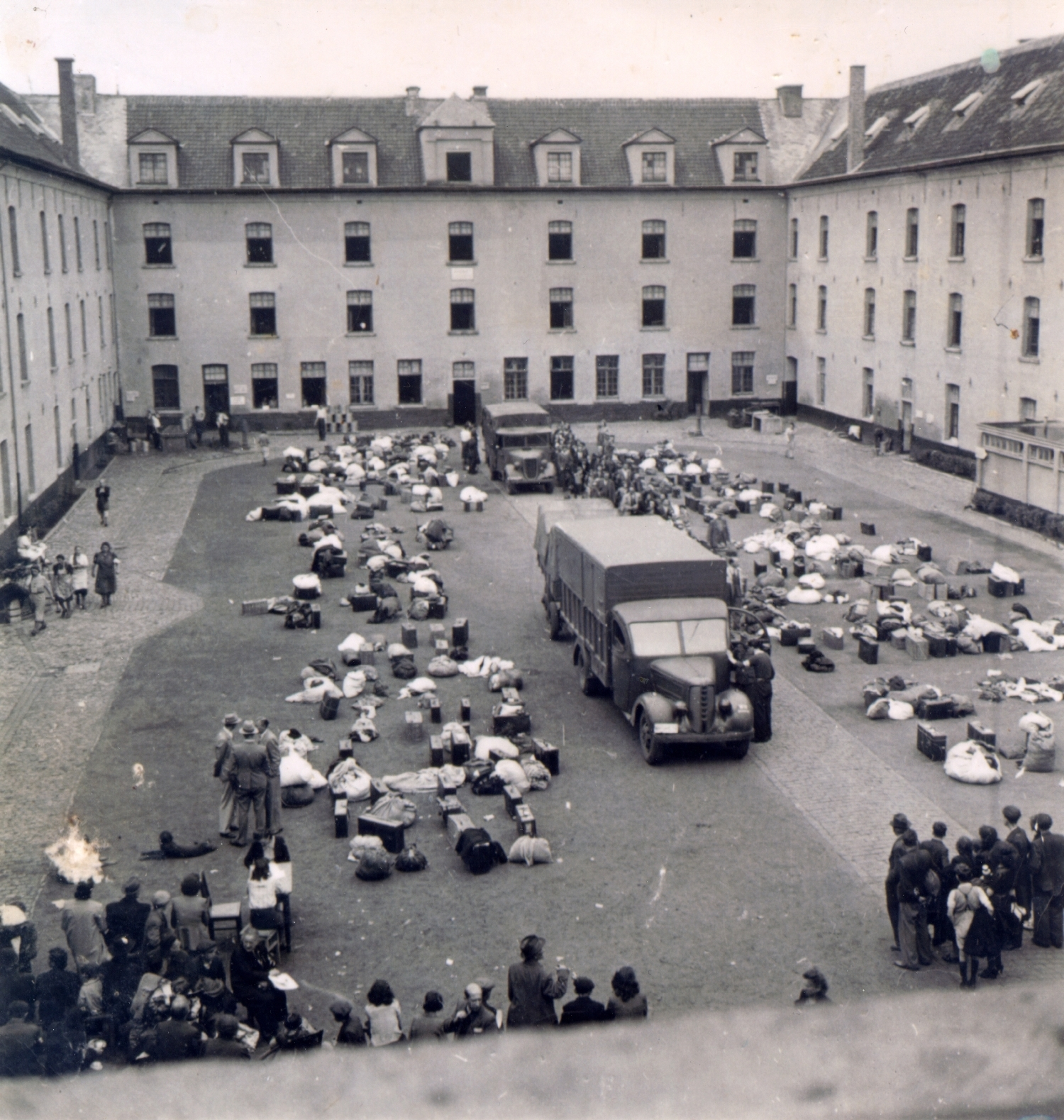
Binnenplaats van de Dossinkazerne in 1942

De Holocaust in België was de uitvoering in België van de doelstelling van nazi-Duitsland om de Joden uit te roeien. Het begon met de eerste anti-Joodse verordeningen van oktober 1940, het instellen van de Vereeniging van Joden in België in november 1941, het opleggen van de Jodenster in mei 1942 en de organisatie van een deportatiekamp in de Dossinkazerne (juli 1942). Van augustus 1942 tot juli 1944 vertrokken van daaruit 28 treinkonvooien, waarin meer dan 24 906 Joden en 351 Sinti uit België en Noord-Frankrijk naar Auschwitz werden afgevoerd. Slechts 1650 van hen overleefden de hel van het concentratiekamp. Na de bevrijding werden enkele oorlogsmisdadigers veroordeeld. Begin 21e eeuw werd de verantwoordelijkheid van de Belgische overheden bestudeerd en officieel erkend.

## Achtergrond
Aan het begin van de Tweede Wereldoorlog waren er om en nabij de 90.000 Joden in België woonachtig. Het ging voor bijna 95 % om vreemdelingen, recent gevlucht uit Duitsland en Polen. Duizenden van hen werden bij de Duitse inval als onderdaan van een vijandige mogendheid gedeporteerd naar het interneringskamp van Saint-Cyprien in Zuid-Frankrijk. Van de anderen vluchtte een aanzienlijk deel weg. Omdat de Duitsers in de begintijd de Joden niet anders behandelden dan de niet-Joden, keerden de meesten naar België terug.
In de herfst van 1940 veranderde echter de houding van de Duitse bezetters en werden op 28 oktober een aantal anti-Joodse maatregelen afgekondigd. Het Comité van de secretarissen-generaal stelde zich 'pragmatisch' op. De Joden werden uit alle openbare ambten verwijderd en kregen ook het bevel zich als Jood te laten registreren, wat maar door zo'n 43.000 van hen werd opgevolgd. Vanwege dit lage aantal ging de Duitse Sicherheitsdienst (SD) ertoe over zelf te bepalen wie Joods was en merkte zij 57.000 personen als zodanig aan. Op 31 mei 1941 werden er opnieuw, ditmaal scherpere anti-Joodse maatregelen afgekondigd.

## Deportaties
Het vervolgen van 'rijksvijanden' was de taak van de Sipo-SD. Ze bestond uit zeven afdelingen, met als vierde de beruchte Gestapo. Er was ook een specifieke Judenabteilung onder leiding van een Judenreferent. De belangrijkste onder hen was Kurt Asche (midden 1941 tot eind 1942). Het voornaamste bijkantoor van de Sipo-SD lag in Antwerpen, waar Erich Holm hoofd was van de Judenabteilung.
In de zomer van 1942 werden de eerste groepen Joden verzameld in een Belgisch doorgangskamp, de Dossinkazerne bij Mechelen, een plaats die centraal gelegen was tussen de steden waar de Joden grotendeels woonden, Antwerpen en Brussel. De eerste deportatie naar de concentratie- en vernietigingskampen in Polen vond op 4 augustus 1942 plaats, toen er een treinkonvooi naar Auschwitz vertrok.
In totaal zijn er 25.631 Joden gedeporteerd, van wie nog geen vijf procent - slechts 1.244 - de oorlog overleefden.

## Aantal slachtoffers
Zo'n 25.000 Joden in België kwamen om in de Holocaust. Ook enkele honderden Roma en Sinti kwamen om.
Van alle in België woonachtige Joden overleefde ruim 70 procent de Holocaust, zo'n 65.000 personen. Dit was aanzienlijk meer dan in bijvoorbeeld Nederland, waar het merendeel van de Joden in de oorlog omkwam. De redenen waarom dit zo was, zijn velerlei.
1. Ten eerste, zoals hierboven aangegeven, lieten niet alle Joden zich als zodanig registreren. In België woonden nogal wat Joden van recent Oost-Europese afkomst die in een aantal gevallen ook niet over de Belgische nationaliteit beschikten en die op grond van hun ervaringen met het Oost-Europese antisemitisme het wijselijke besluit hadden genomen zich niet als Jood te laten aanmerken. Ook gaven de Joden al snel geen gehoor meer aan de oproep om zich vrijwillig te melden voor deportatie, reeds na de zomer van 1942. Dankzij de missie van Victor Martin naar Auschwitz was er in België een veel sterker besef dat de deportatietreinen in crematoria eindigden.
2. Ten tweede was er het nodige verzet van de 'gewone' bevolking, dat wil zeggen van delen van de plaatselijke autoriteiten, van de kant van de Rooms-Katholieke Kerk en dan met name de lagere geestelijkheid en katholieke instellingen alsmede van de zijde van allerlei alledaagse burgers die al dan niet actief - onderduiken, valse persoonsbewijzen - of passief - tegenwerken - zich tegen de deportaties van de Joden verzetten.
3. Ten derde had België het grootste deel van de oorlog een militair bestuur (Militärverwaltung) en geen burgerlijk bestuur (Zivielverwaltung) waardoor de vervolging wat minder heftig was dan in bijvoorbeeld in Nederland dat wel te maken had met een burgerlijke nazileiding.
4. Ten vierde speelde de natuurlijke gesteldheid van België de onderduikers in de kaart en dan met name het heuvelgebied van de Ardennen, waar men onderduikers betrekkelijk goed een schuilplaats kon bieden.
5. Ten vijfde werd België in de loop van 1944 al bevrijd, wat in het voordeel van de opgepakte en nog niet weggevoerde alsmede de ondergedoken Belgische Joden werkte.

Opvallend is het verschil in deportaties tussen de twee steden met het grootste aantal Joden: in Brussel werd ongeveer 37% van de Joodse gemeenschap gedeporteerd, tegenover 66% in Antwerpen. In het Charleroi van de rexist Prosper Teughels en in het Gent van VNV'er Hendrik Jozef Elias lagen de respectievelijke deportatiecijfers op 38% en 36% van de Joodse gemeenschap; in het socialistische Luik op 34%.

## Houding in België tegenover de Holocaust

### Verzet
In 1942 werd een Comité de Défense des Juifs (vertaald: 'comité ter verdediging van de Joden') opgericht dat zich in geheel België bezighield met Joden uit de handen van de Duitsers te houden. Dit Comité was de tegenstrever van de Vereeniging van Joden in België, de Belgische tegenhanger van de Nederlandse Joodsche Raad. Tegen het einde van de oorlog leefden zo'n 40% van de Joden ondergedoken.
België was het enige land waar door het verzet een actie is ondernomen om een trein met gedeporteerde Joden te onderscheppen. Door deze verzetsactie, die bekendstaat als het Twintigste treinkonvooi, konden 231 gedeporteerden ontsnappen waarvan 90 weer opgepakt zijn en 26 doodgeschoten zijn tijdens hun vlucht. De overige 115 mensen zijn definitief ontsnapt.
Onderduikadressen
Eind 1940 waren er ca. 13.000 Joodse kinderen jonger dan 15 jaar in België. Vanuit België werden er 4.858 Joodse kinderen gedeporteerd naar de vernietigingskampen, waarvan er slechts 75 levend terugkeerden. Dit betekent ook dat ca. 8.100 Joodse kinderen in België het overleefden door onder te duiken of te emigreren. Het Joods Verdedigingscomité heeft zeker 2.192 Joodse kinderen aan een onderduikadres geholpen. Maar in totaal zijn er meer dan 5.300 Joodse kinderen ondergedoken en gered, evenals ca. 10.000 volwassen Joden. Vanaf de zomer 1943 werden ook Belgische Joden opgepakt waardoor de nood aan onderduikadressen nog toenam. De meeste van de ondergedoken Joodse kinderen (75%) deden dit pas na januari 1943. In Oost- en West-Vlaanderen waren er weinig schuiladressen. Van de ondergedoken Joodse kinderen in België is slechts 2,6% in Oost-Vlaanderen ondergedoken, tegenover 14% in Vlaams-Brabant en Namen. Maar dit is een onderschatting die te verklaren is doordat het onderdak verlenen niet zonder risico was: hoe minder mensen op de hoogte waren, hoe veiliger.

### Medewerking
Er werd in België van overheidszijde meegewerkt aan het wegvoeren van de Joden en - net zoals in Nederland het geval was - leenden ook de Belgische spoorwegen zich voor het deporteren van Joden per trein naar de concentratie- en vernietigingskampen. Dit werd op 13 februari 2007 door de Belgische historicus Rudi Van Doorslaer onder het voetlicht gebracht bij de presentatie van een afgeronde studie over deze kwestie genaamd "Gewillig België" met als thema: "de houding van de Belgische overheid tijdens WOII tegenover de Jodenvervolging". Dit wetenschappelijk onderbouwd onderzoeksrapport bracht voor het eerst al het beschikbaar historisch materiaal in een duidelijke context samen.
In deze studie werd gesteld dat de Belgische overheid tijdens de Tweede Wereldoorlog actief meewerkte aan de Jodenvervolging, zoals bijvoorbeeld in Antwerpen het geval was. Het onderzoek wees op de pijnlijke verantwoordelijkheid van ambtenaren, politici, politiediensten en magistraten. Ook de Belgische spoorwegen, de NMBS, vervulden een rol in de judeocide omdat tijdens de bezetting de werking van de Belgische spoorwegmaatschappij geheel vervlochten geraakte met die van de Deutsche Reichsbahn. Over de aard van de 28 konvooien met Joden die vanuit de Dossinkazerne te Mechelen vertrok, stelden de autoriteiten geen vragen.
In Antwerpen was de lokale overheid en bevolking meegaander met de bezetter dan in Brussel en stonden er meer 'Jodenjagers' op. Op 14 april 1941 hielden ze op eigen initiatief een Antwerpse pogrom. Organisaties zoals de Landelijke Anti-Joodsche Centrale en Volksverwering stonden er bijzonder sterk. Ook gaf het zwijgen en de stille medewerking van prominenten (burgemeester Leo Delwaide, procureur Edouard Baers, hoofdcommissaris Jozef De Potter) een slecht voorbeeld. De politie arresteerde in 1942 zelfs autonoom 1.243 Joden en leverde ze over. Omgekeerd werkte in Brussel het boycotten van een razzia en de davidsterren door de autoriteiten inspirerend op de bevolking. Toch was er ook in Brussel sprake van medewerking, bv. aan de jodenregistratie en aan individuele aanhoudingen.

## Politieke reacties en verontschuldigingen
Na de oorlog wezen de politieke, administratieve en gerechtelijke autoriteiten iedere verantwoordelijkheid in de Jodenvervolging en -deportatie af.
Premier Guy Verhofstadt erkende in 2002 en 2005 de rol van de Belgische overheden. Medio april 2007 verklaarde hij dat hij in het onderwijs graag de verplichting wil invoeren om les te geven over de Tweede Wereldoorlog, en in het bijzonder over het Belgische deel van de Holocaust. Op 8 mei (V-dag) volgde een publieke verklaring over de verantwoordelijkheden van België in verband met discriminatie, de vervolging en deportatie van de Joden in het land. In 2012 volgden ondubbelzinnige excuses van premier Elio Di Rupo.
De toenmalige burgemeester van Antwerpen, Patrick Janssens, had zich op 19 oktober 2007 verontschuldigd bij de Joodse gemeenschap voor de houding van de stad tijdens de Tweede Wereldoorlog. In 2012 deed burgemeester Freddy Thielemans hetzelfde namens Brussel.